# Pátrání (Star Trek: Stanice Deep Space Nine)
Pátrání (v anglickém originále The Search; v původním českém překladu Hledání) je dvoudílná, v pořadí první a druhá epizoda třetí sezóny seriálu Star Trek: Stanice Deep Space Nine.

## Příběh

### První část
Po událostech předchozího dílu se stanice Deep Space Nine připravuje na útok Jem'Hadarů, ale podle simulací nemá žádnou šanci vydržet, než dorazí posily z Bajoru. Naštěstí přiletí komandér Sisko v nové lodi USS Defiant, se kterou se pokusí najít Tvůrce, vládce Dominionu, a uzavřít s nimi mír. Důstojníkům je představen bezpečnostní důstojník Michael Eddington a subkomandér T'Rul, romulanská zástupkyně, která má na starosti maskovací zařízení Defiantu, jenž Flotile romulanská vláda zapůjčila. O kontaktování Tvůrců se pokusí Quark skrze Karemmany, se kterými mají Ferengové obchodní styky. Quarkův obchodní partner Ornithar ale o Tvůrcích nic neví a doporučuje jim kontaktovat Vorty přes retranslační stanici v soustavě Callinon.
Do jejich útrob se přenesou Jadzia a O'Brien a snaží se rozluštit, kam jsou zprávy Karemmů přeposílány, když v tom je stanice uvězní. Přiletí tři jem'hadarské lodě, takže Sisko je přinucen zapnout maskování a nechat tak Jadziu a O'Briena v jejich rukou. Jem'Hadarové Defiant stejně objeví a během krátké doby ho vyřadí z provozu. Na loď se přenesou Jem'Hadarové, ale Odovi a Kiře se podaří dostat do runaboutu a uletět. Odo zamíří do mlhoviny Omarion, ke které ho něco přitahuje. Po přistání na planetě třídy M najdou tekutou plochu, ze které se oddělí humanoidní postavy. Jedna z nich přistoupí k Odovi a přivítá ho doma.

### Druhá část
Odo je zpátky mezi svými lidmi, Tvůrci, kteří své společenství nazývají Velký článek. Odo má mnoho otázek; současně má pocit, že se k němu stále chovají jako k cizinci, ale tím cizincem je ve skutečnosti Kira. Ta chce pomoci Defiantu a snaží se s ním navázat spojení, ale kvůli rušení to není možné.
Z Defiantu unikli v raketoplánu také Sisko s Bashirem a cestou na stanici přiberou Jadzii a O'Briena. Po příletu je čeká admirál Nečajevová, která jim oznámí, že delegace Tvůrců již dorazila a brzy bude podepsána mírová smlouva. Z jednání jsou naopak vyloučeni Romulané, kteří prostřednictvím T'Rul hrozí válkou. Jem'Hadarové na stanici se chovají neurvale a dokonce zastřelí T'Rul, ale jako noví spojenci jsou beztrestní. Admirál dokonce oznámí stažení Federace z oblasti a přenechání stanice i Bajoru Dominionu. Sisko s Garakem, Bashirem a Jadzií ukradnou runabout a fotonovým torpédem odpálí vstup červí díry, aby spojenectví s Dominionem nemohlo vzniknout.
Kira se chystá odletět, ale ještě předtím zjistí, že zdroj rušení se nachází za zavřenými dveřmi. Odo je otevře a za nimi najdou posádku Defiantu připojenou k umělé realitě, ve které jsou testovány jejich reakce na ovládnutí Alfa kvadrantu Dominionem. Ukazuje se, že Odovi lidé jsou Tvůrci a řídí Dominion. Posádka je osvobozena a Odo se k ní připojuje, protože nesouhlasí s jednáním svých lidí.

## Zajímavosti
- Je představena nová loď USS Defiant, která bude hrát v budoucnu důležitou roli v mnoha příbězích. Původně se měla jmenovat Valiant, ale pro stejné počáteční písmeno se jménem Voyager byl název změněn.
- Poprvé se také objevuje bezpečnostní důstojník Michael Eddington. Tato postava měla původně pouze vyplnit prostor po Milesi O'Brienovi, protože herec Colm Meaney v té době točil film. Scenáristi se ale v průběhu sezóny rozhodli použít tento charakter i dalších epizodách.
- Premiérově se na obrazovkách objeví Tvůrci a jejich domovská planeta, poprvé se v tomto seriálu také zapojí do děje Romulané.